# Festa do Avante!

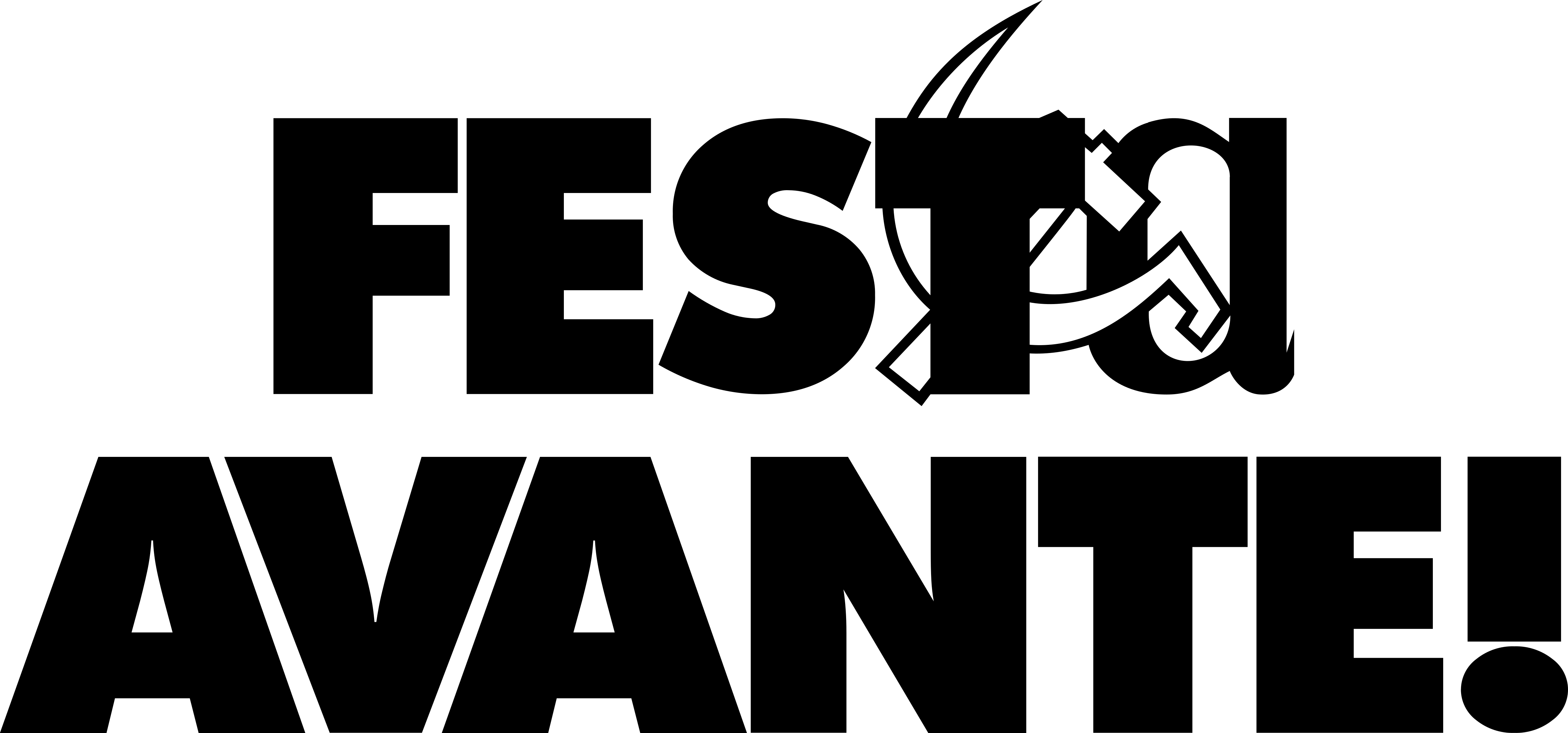
Logo avant 2021.

La Festa do Avante! est un festival politique, culturel, sportif, gastronomique, musical et théâtral de trois jours organisé au Portugal par le Parti communiste portugais (PCP). Il s'agit du plus grand et du premier événement politique et culturel organisé au Portugal.
Il se déroule à Quinta da Atalaia, dans la paroisse d'Amora, dans la municipalité de Seixal, près de la baie de Seixal. Il est ouvert au public, moyennant un petit droit d'entrée (« EP - Entrada Permanente ») qui donne accès à tous les événements qui s'y déroulent. En raison des difficultés rencontrées lors des éditions précédentes, le PCP organise une campagne de collecte de fonds pour acheter la ferme en 1990, évitant ainsi « la bureaucratie financière et les délais ».
Chaque année, les visiteurs peuvent assister à des pièces de théâtre, des groupes folk, des chorales, de la danse et des concerts de différents genres musicaux (y compris la musique classique) sur les différentes scènes, où se produisent des dizaines de groupes d'artistes. Il y a eu plusieurs débats politiques avec la participation de plusieurs dirigeants du PCP, des expositions politiques et d'arts plastiques, une foire du livre, du disque et de l'artisanat, parmi d'autres programmes sportifs et culturels, y compris des jeux traditionnels, du ballet, du cinéma, des expositions scientifiques, un espace pour les enfants, etc.
Les rassemblements d'ouverture et de clôture ont toujours lieu le premier et le dernier jour du festival et sont toujours animés par des orateurs invités. Le discours d'ouverture est toujours prononcé par le secrétaire général du Parti communiste portugais. Le rassemblement de clôture, qui a lieu le dernier jour et lors de l'étape du 25 avril, comprend toujours les discours d'un membre de la Jeunesse communiste portugaise, du directeur du journal Avante! et du secrétaire général du Parti communiste portugais. L'organe du PCP pour le festival Avante! est le comité d'organisation du festival Avante!. 

## Histoire
Sa création est conçue peu après la révolution du 25 avril 1974, lorsque le Parti communiste portugais sort de la clandestinité et que la dictature de l'Estado Novo est renversée, dans le contexte du démantèlement et de la nationalisation des grands groupes économiques, de la réforme agraire avec l'expropriation des grands propriétaires terriens et la création d'Unités de production collective contrôlées par le PCP.
Elle a lieu dans le contexte du démantèlement et de la nationalisation des grands groupes économiques, de la réforme agraire avec l'expropriation des grands propriétaires terriens et la création d'Unités de Production Collective contrôlées par le PCP, des conquêtes des droits des travailleurs, et les plus pertinentes pour comprendre comment la Festa do Avante! voit le jour. Avec la conquête de la liberté d'expression, le Groupe d'action culturelle et la création artistique collective, « d'inspiration collectiviste importée », se distinguent dans ce contexte, bien que ces initiatives ne soient pas exclusives au PCP. Les manifestations culturelles de masse des années 1974 et 1975 sont le facteur le plus significatif qui a conduit à sa création.
La Festa permet de réaliser des initiatives culturelles et sociales dans le cadre de l'intervention politique, en poursuivant la pratique qui était auparavant clandestine, c'est-à-dire avant le 25 avril.

## Éditions

### 1976
La première édition de la Festa do Avante! a lieu en septembre 1976, à l'ancienne foire internationale de Lisbonne,. Le lieu avait déjà été utilisé par le PCP en 1974 et 1975 pour le réveillon du Nouvel An et les initiatives du journal Avante!. Cependant, il y avait des problèmes tels que sa petite taille et des questions de sécurité, notamment l'attentat à la bombe qui a lieu trois jours avant ses débuts.

### 1977–1978
En 1977, dans le cadre de la deuxième édition, l'Association industrielle portugaise refuse de céder son espace pour la tenue du festival et demande au PCP de couvrir les dommages causés par la bombe. Le choix se porte sur un lieu en plein air, en raison de la nature d'un événement populaire et de masse.
Dans un premier temps, on essaye d'utiliser la Quinta das Conchas, mais en raison de préoccupations environnementales, le site n'est pas accordé. Les deuxième et troisième éditions, en 1977 et 1978 respectivement, ont lieu à l'hippodrome du complexe sportif de l'ancien stade national, jusqu'à ce que le gouvernement Mota Pinto/PPD/CDS l'empêche, sous prétexte d'un projet de construction qui n'a jamais été réalisé. Les première et deuxième éditions de l'événement se tiennent en 1977 et 1978, respectivement.

### 1979–1989
Entre 1979 et 1986, l'événement se déroule dans l'Alto da Ajuda, plus précisément dans le Casalinho da Ajuda à Monsanto. Cependant, l'impossibilité de réutiliser l'infrastructure est aggravée par l'immensité du terrain, dont la construction a nécessité de nombreuses personnes. En 1987, le refus du maire de Lisbonne de l'époque, Krus Abecasis, de céder le terrain peu avant l'événement a rendu impossible la tenue de l'édition de cette année-là.
Entre 1988 et 1989, l'événement se déroule à la Quinta do Infantado, à Loures, mais il s'agissait d'une solution provisoire, car le terrain, qui appartenait à un particulier, nécessitait des dépenses extraordinaires.

### Depuis 1990

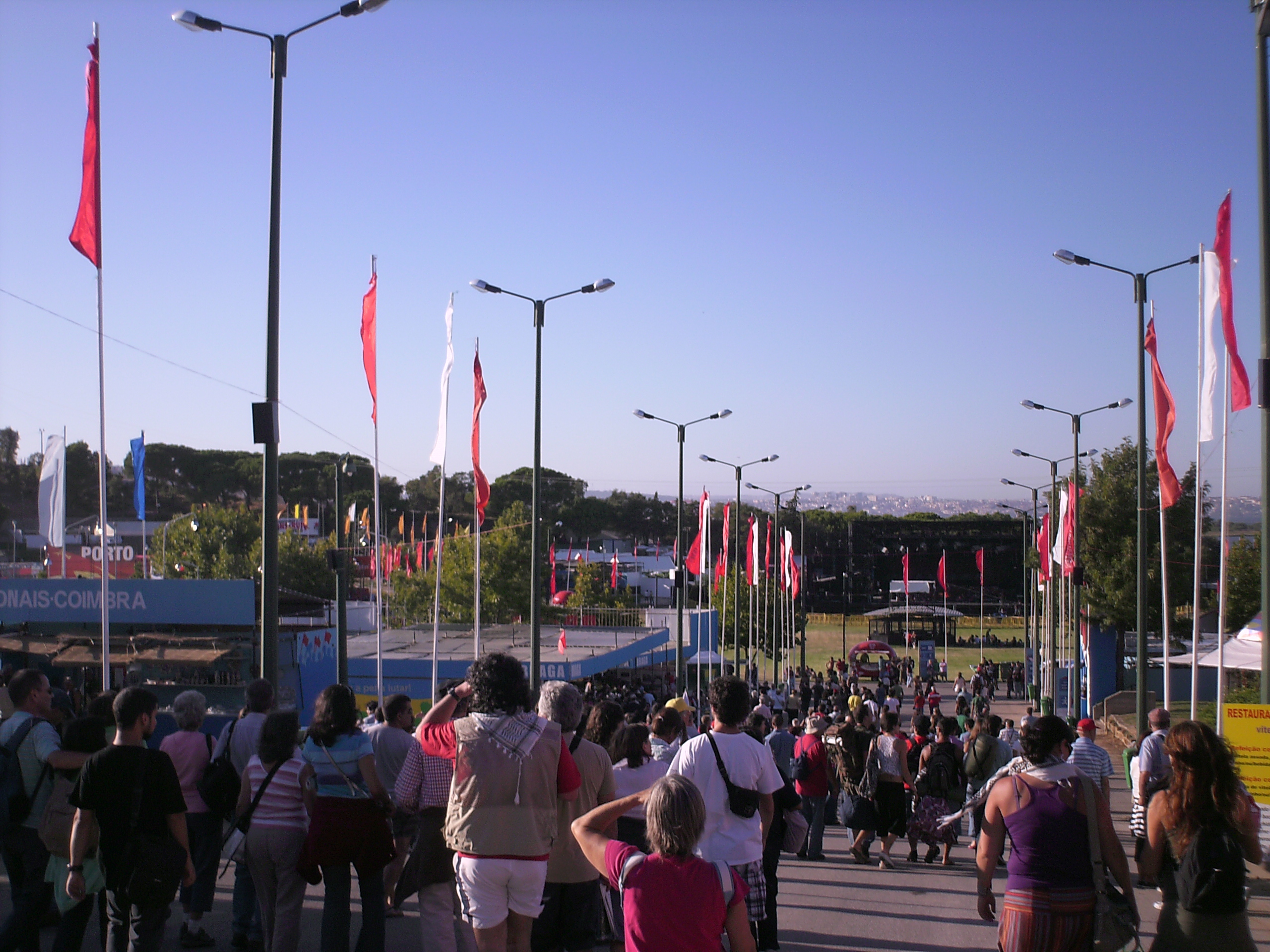
Vue générale du site de la Festa do Avante!

En raison des difficultés rencontrées lors des éditions précédentes, le PCP mène une campagne de collecte de fonds., ce qui permet à Álvaro Cunhal, alors secrétaire général, d'annoncer lors de l'édition de 1989 que la Quinta da Atalaia, à Seixal, serait le nouveau site définitif de la Festa do Avante. L'acquisition de la Quinta da Atalaia a permis de réutiliser l'infrastructure et d'éviter la « bureaucratie financière et les délais ».
Elle couvre une superficie d'environ 25 hectares et coûte 150 000 escudos (environ 750 000 euros) à l'époque. Selon Ruben de Carvalho, la chanson Carvalhesa, qui ouvre et clôture le festival chaque année, est véritablement emblématique